# 快樂山道
快樂山道（英語：Mount Pleasant Road），又譯猛派桑道，是加拿大安大略省多倫多的一條主要幹道。道路南始布魯亞街以南的渣華士街，向北延伸至己連伊高徑（Glen Echo Drive）。這條路是獨一無二的，是多倫多少數幾條在其所經過的市郊發展後修建的主要道路之一，其中包括富裕的玫瑰谷、摩亞公園及羅倫斯公園社區。這條路也穿過快樂山墳場的中心，並以此命名。
快樂山道始建於1915年，當時多倫多市剛剛兼併摩亞公園，購買了一條穿過墳場的新道路的路權。這條道路於1919年建成通車，從聖卡拉路到羅倫斯路以南的必列活峽谷。1919年、1920年及1935年，多條街道併入快樂山道；最新的項目是穿過羅倫斯公園向北延伸的一部分。20世紀40年代末，儘管多倫多公車局反對，最初的Clifton Road Extension在聖卡拉路與渣華士街之間開闢了一條新的路權，使道路長度達到目前的7.6（4.7英里）。這條延伸線被認為是多倫多首條高速公路。

## 路線概述

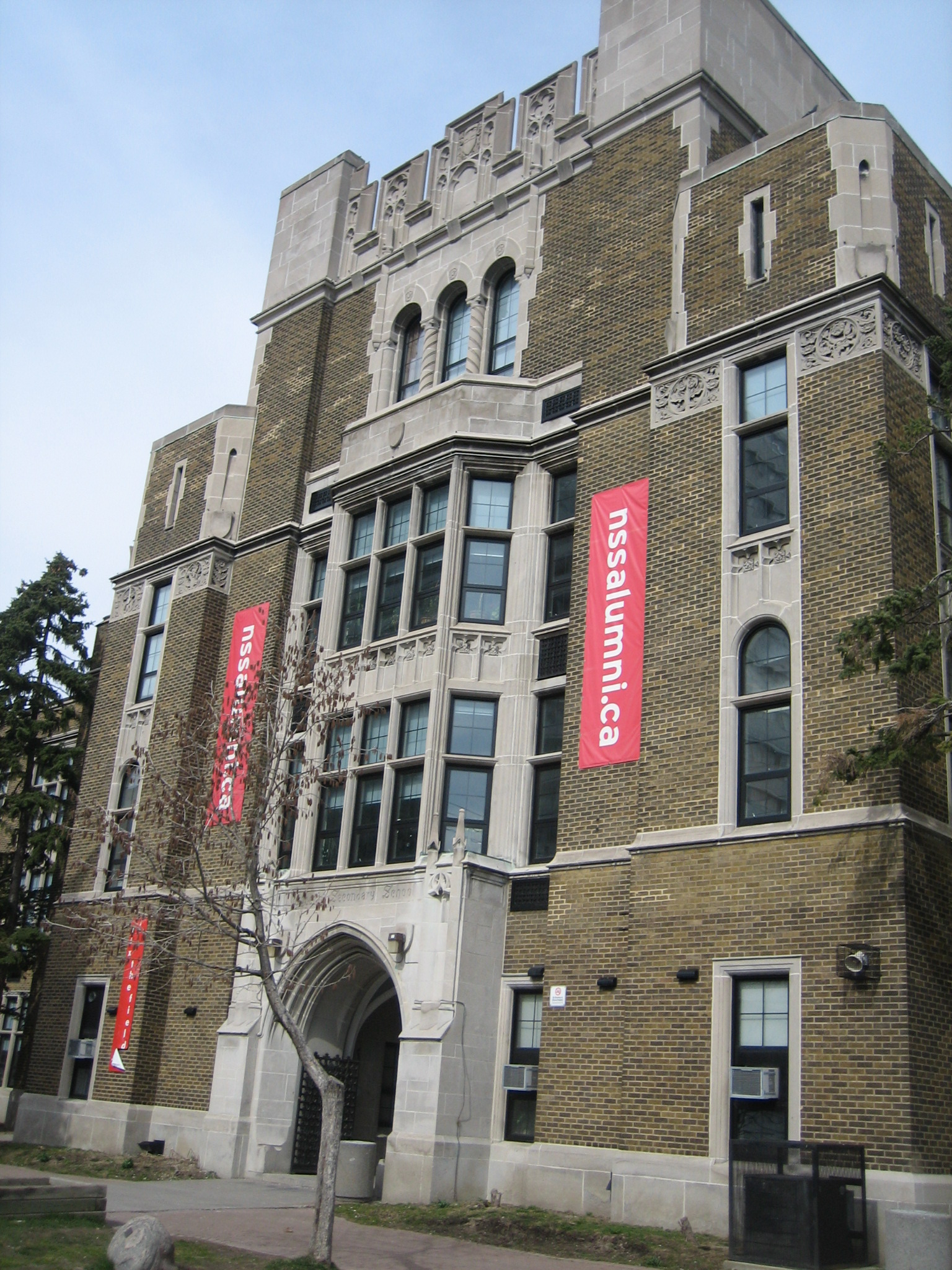
北邊中學位於快樂山道東側，艾靈頓路以北，在北多倫多兼併之前建校

快樂山道介乎布魯亞街及約妙斯道之間，是央街以東的第一條主幹道，被多倫多市府列為「主要幹道」，大多數地方的限速為50每小時（31英里每小時），羅倫斯路以北為40每小時（25英里每小時）。路長7.6（4.7英里）。
快樂山道原為多倫多市中心渣華士街之延伸。2009年底，渣華士街向北延伸至布魯亞街；然而，該路段於2009年10月27日更名為羅渣士徑（Ted Rogers Way），於快樂山道截斷了渣華士街。道路在大型建築物之間向東北分叉，穿過布魯亞街下方，然後穿過玫瑰峽谷。它穿過南玫瑰谷住宅區，進入溝渠並穿過新月道（Crescent Road）下方。該道路沿樂士堡徑（Roxborough Drive）的原路線降至亞和加峽谷（Avoca Ravine），然後爬升穿過加拿大太平洋鐵路軌道下方。道路繼續沿峽谷東岸爬升，進入摩亞公園並在聖卡拉東路轉向北。道路穿過快樂山墳場的中心，並由此得名。道路穿過舊環城鐵路線，向東北蜿蜒進入爹核士威老村。
道路恢復直線向北延伸的路線，穿過一條歷史悠久的商業街，然後與艾靈頓東路相交。道路進入一個主要住宅區，此路段有數家車行及北邊中學。這條路在必列活道以南稍微向西延伸，然後穿過必列活峽谷，其中有小伯克溪。爬升入羅倫斯公園後，道路與羅倫斯東路相交。該路口設有多級紅綠燈，引導司機向東行駛，然後繼續向北行駛。從此處到北端盡頭，快樂山道被歸類為集流道路，是一條寬闊的住宅街道，有數個停車標誌。道路盡頭靠近西當河谷邊緣，夾己連伊高徑（Glen Echo Drive）路口附近，毗鄰Doncliffe Bus Loop。

## 主要路口
下表列出快樂山道沿線的主要路口（道路全長都在多倫多市內）。
| 社區         | km  | 相交道路                                                        | 備註                               |
| ------------ | --- | --------------------------------------------------------------- | ---------------------------------- |
| 椰菜城       | 0.0 | 渣華士街、查理斯東街（Charles Street East）                     | 快樂山道延續為渣華士街             |
| 摩亞公園     | 2.4 | 聖卡拉東路                                                      | 聖卡拉路成為快樂山道以東的地方街道 |
| 爹核士威老村 | 3.5 | 爹核士威老路                                                    |                                    |
| 北多倫多     | 4.5 | 艾靈頓東路                                                      |                                    |
| 羅倫斯公園   | 5.6 | 必列活道                                                        |                                    |
| 羅倫斯公園   | 6.5 | 羅倫斯東路                                                      | 快樂山道成為羅倫斯路以北的集流道路 |
| 羅倫斯公園   | 7.6 | 己連伊高道（Glen Echo Road） 森林己連坊（Forest Glen Crescent） | 蜿蜒匯入己連伊高道                 |